# سهيل بن محمد المزروعي
سهيل محمد فرج المزروعي (1973-)، هو رجل أعمال وسياسي إماراتي، يشغل منصب وزير الطاقة في دولة الإمارات العربية المتحدة منذ مارس 2013.

## حياته

### طفولته وتعليمه
وُلد في دبي عام 1973، حصل على شهادة بكالوريوس في العلوم الهندسية البترولية من جامعة تولسا بالولايات المتحدة الأمريكية عام 1996.

### مسيرته المهنية
عمل المزروعي في شركة بترول أبوظبي الوطنية (أدنوك) لمدة 10 سنوات، وشغل منصب الرئيس التنفيذي لشركة أدنوك حتى عام 2007. وكان مديرًا لشركة دولفين للطاقة، ونائب رئيس مجلس إدارة شركة صروح العقارية من عام 2009 إلى عام 2013، ونائب الرئيس التنفيذي لشركة مبادلة للنفط والغاز المملوكة للدولة. وظل مع مبادلة حتى عام 2013 عندما تم تعيينه وزيراً للطاقة.
وفي أبريل 2015، تم تعيينه في منصب العضو المنتدب لشركة آيبيك. شغل منصب رئيس مجلس إدارة شركة الإسبانية للبترول (2015-2018) وهي شركة النفط والغاز إسبانية متعددة الجنسيات، حيث تعد شركة مبادلة للاستثمار أكبر مساهم فيها. وفي ديسمبر 2017 انتخب رئيسًا لمنظمة أوبك لمدة عام واحد (يناير-ديسمبر 2018).

### العمل الوزاري
في التعديل الوزاري الذي أجري في مارس 2013، عين المزروعي وزيراً للطاقة في حكومة رئيس الوزراء محمد بن راشد آل مكتوم، خلفاً لمحمد بن ظاعن الهاملي. وفي أكتوبر 2017، أضيفت الصناعة إلى محفظته حيث أصبح وزيرا للطاقة والصناعة، كما تولى منصب رئيس الهيئة الاتحادية للكهرباء والماء. وهو عضو في اللجنة الاستشارية للمجلس الأعلى للبترول في أبو ظبي، ونائب رئيس مؤسسة الإمارات للطاقة النووية، ونائب رئيس اللجنة العليا للمياه والكهرباء في أبو ظبي.
في يوليو 2020، أعلن الشيخ محمد بن راشد آل مكتوم، حاكم دبي ورئيس وزراء دولة الإمارات العربية المتحدة، عن إعادة هيكلة الحكومة وتعديل وزاري. وفي إطار إعادة الهيكلة، تم دمج وزارة الطاقة والصناعة مع وزارة تطوير البنية التحتية، وأصبح المزروعي وزيرا للطاقة والبنية التحتية، كما وضع برنامج زايد للإسكان والهيئة الاتحادية للمواصلات البرية والبحرية ضمن الوزارة المشتركة الجديدة.

### مناصب أخرى
يعمل المزروعي في مبادلة منذ عام 2007 وهو رئيس مجلس إدارة شركة مبادلة للبترول ذ.م.م. وهو أيضًا عضو في اللجنة التنفيذية ولجنة التدقيق والمخاطر والامتثال التابعة لمجلس إدارة شركة مبادلة للاستثمار. شغل المزروعي منصب نائب الرئيس التنفيذي ونائب الرئيس لتطوير الأعمال الجديدة في شركة مبادلة للنفط والغاز من عام 2007 إلى عام 2013.
المزروعي هو رئيس مجلس إدارة شركة الإمارات للغاز المسال، وهي شركة خاصة مملوكة لشركة مبادلة. اعتبارًا من عام 2015، كان رئيسًا لمجلس إشراف بورياليس، ورئيسًا لشركة نوفا للكيماويات (شركة بلاستيكية وكيميائية تابعة لشركة مبادلة) لمدة خمس سنوات تقريبًا، ثم تنحى عن هذا المنصب في عام 2020. وهو نائب رئيس مجلس إدارة شركة نواة للطاقة.
عين المزروعي رئيسًا لمجلس إدارة شركة الإمارات العامة للبترول (إمارات)، وهي شركة لبيع الوقود بالتجزئة، في أغسطس 2020.
المزروعي هو رئيس مجلس إدارة المشروع المشترك بين الاتحاد وعمان، وهو مشروع مشترك لبناء خط سكك حديدية بين الإمارات العربية المتحدة وسلطنة عمان.

## حياته الخاصة
سهيل المزروعي متزوج ويعيش في أبو ظبي مع زوجته وأطفاله الأربعة. عمه هو سهيل فارس غانم عطيش المزروعي رئيس مجلس إدارة شركة دبي للاستثمار، عضو المجلس الأعلى للبترول في أبوظبي، وهو والد وزيرة تنمية المجتمع شما المزروعي.